# Wellsville, Utah
Wellsville är en ort i Cache County i Utah. Orten har fått sitt namn efter bosättaren Daniel H. Wells. Vid 2010 års folkräkning hade Wellsville 3 432 invånare.